# Люба Манц-Лур'є
Люба Манц-Лур'є (також Ljuba Manz; фактично Ljubov Manz-Lurje, також Ljubov Manz; уроджена рос. Любовь Игнатьевна Грубер; нар. 27 липня 1940 Харків, Українська РСР) — українсько-швейцарська бізнес-леді, готельна магнатка та власниця мережі Manz Privacy Hotels у Швейцарії.

## Життя
Любов Лур'є народилася у 1940 році в Харкові під час Другої світової війни, куди її батько австрієць, австрієць, утік від нацистів. Родина її матері втратила готель та маєток під час Російської революції 1917 року. У 12 років Любов із сім'єю переїхала до Відня, рідного міста її батька. Там вона закінчила школу і навчалася в Академії образотворчих мистецтв. У Відні вона працювала танцівницею в кабаре.
У 1968 році вона переїхала до Швейцарії, за одними джерелами — через першого чоловіка, риботоргівця, за іншими — для навчання в Цюриху. У Базелі вона стала першою жінкою, яка закінчила Вищу школу економіки та адміністрації (HWV) за спеціальністю «Бізнес-економіка», і працювала керівницею делікатесного магазину Top Coque.
У 1973 році Любов познайомилася з Каспаром Манцем (1923—2010), відомим швейцарським готельєром і вдівцем, власником готелю St. Gotthard у Цюриху. Вона звернулася до нього як торговка делікатесами, пропонуючи устриці, що стало початком їхньої ділової та особистої співпраці. Їхній роман розпочався після телефонної розмови та зустрічі в устричному барі готелю.
Пара одружилася у 1974 році. Від Каспара Манца Любов має двох синів-близнюків, Олександра та Майкла (нар. 1980), які працюють у сфері гостинності, але не беруть активної участі в управлінні Manz Privacy Hotels. Після смерті Каспара у 2010 році вона у 2014 році вийшла заміж за австрійського математика Марко Конте, який молодший за неї на 30 років. Наразі вона живе в Цюриху.
Люба Манц є головою ради директорів Manz Privacy Hotels Switzerland, а також інших сімейних підприємств та їх фондів.

## Визнання
У 1994 році вона отримала австрійський почесний титул «Комерцрад» (Kommerzialrätin) від федерального президента Австрії за внесок у бізнес.

## Конфлікти
У 2013 році Любов намагалася придбати готель Victoria Jungfrau в Інтерлакені, але програла в конкурентній боротьбі компанії Aevis Victoria SA, що викликало значний медійний резонанс у Швейцарії.
У 2014 році її критикували за те, що вона та її сини проживали в субсидованих міських квартирах у престижному районі Шипфе в Цюриху, попри володіння віллою на Цюрихберзі.
У минулому її звинувачували в шпигунстві на користь СРСР через її походження, але ці звинувачення не мали підтверджень.

## Праці
- mit Caspar E. Manz: 110 Jahre Manz Privacy Hotels Switzerland 1889—1999. Eigenverlag, Zürich 1999.